# Бойома (водопад)

Водопадите Бойома, известни още като водопадите Стенли (Stanley Falls, на името на техния откривател Хенри Мортън Стенли), се състоят от седем водопада, всеки не повече от 5 m височина. Всички водопади правят верига, широка над 100 km. Намират се между градовете Убунду и Кисангани в Демократична република Конго. В долната част на водопадите река Луалаба става река Конго. Високи са общо 61 m, а водният им дебит е 17 000 m³/s, като по този показател водопадите са влезли в книгата за рекорди на Гинес. Около водопадите има железопътна линия, която свързва Кисангани и Убунду.